# Sąpłaty
Sąpłaty (deutsch Samplatten) ist ein Dorf in der polnischen Woiwodschaft Ermland-Masuren. Es gehört zur Gmina Dźwierzuty (Mensguth) im Powiat Szczycieński (Kreis Ortelsburg).

## Geographische Lage
Sąpłaty liegt am Nordufer des Samplatter See (polnisch Jezioro Sąpłaty) etwa 20 km nördlich der Kreisstadt Szczytno (deutsch Ortelsburg) und 27 km östlich der Woiwodschaftsmetropole Olsztyn (deutsch Allenstein).

## Geschichte
Das vor 1785 Samplot genannte Dorf wurde vor 1414 gegründet. 1426 wurde es unter den Gütern genannt, die Niklos Theergowitz dem Hospital von Preußisch Holland (polnisch Pasłęk) schenkte. In den 1780er Jahren wurden die wirtschaftlichen Verhältnisse der Dorfeinwohner nicht gerade günstig beurteilt: „Die Einwohner leben von Ackerbau und Viehzucht, in hiesiger Gegend ist sonst nichts zu verdienen, daher sind die Vermögensumstände höchst elend“.
Von 1874 bis 1945 gehörte Samplatten zum Amtsbezirk Rummy (ab 1938: Amtsbezirk Rummau, polnisch Rumy) im Kreis Ortelsburg im Regierungsbezirk Königsberg (ab 1905: Regierungsbezirk Allenstein) in der preußischen Provinz Ostpreußen.
721 Einwohner zählte im Jahre 1910 die Landgemeinde Samplatten, zu der die Wohnplätze Julienfelde (polnisch Julianowo), Klein Leydt (nicht mehr existent), Mietzelchen (polnisch Mycielin), Pfandberg und Schönhöfchen (beide nicht mehr existent) gehörten. Die Einwohnerzahl ging bis 1933 auf 690 und 1939 auf 698 zurück.
Aufgrund der Bestimmungen des Versailler Vertrags stimmte die Bevölkerung im Abstimmungsgebiet Allenstein, zu dem Samplatten gehörte, am 11. Juli 1920 über die weitere staatliche Zugehörigkeit zu Ostpreußen (und damit zu Deutschland) oder den Anschluss an Polen ab. In Samplatten stimmten 481 Einwohner für den Verbleib bei Ostpreußen, auf Polen entfielen 22 Stimmen.
In Kriegsfolge kam Samplatten 1945 mit dem gesamten südlichen Ostpreußen zu Polen und erhielt die polnische Namensform „Sąpłaty“. In den Jahren 1975 bis 1998 gehörte es zur Woiwodschaft Olsztyn. Heute ist es Sitz eines Schulzenamtes (polnisch Sołectwo) und ein Dorf im Verbund der Landgemeinde Dźwierzuty (Mensguth, Dorf) in der Woiwodschaft Ermland-Masuren. 2011 zählte der ursprünglich landwirtschaftlich ausgerichtete Ort 100 Einwohner und orientiert sich nun vorwiegend touristisch. Es besteht ein regionales Museum namens Babska Izba.

## Kirche
Samplatten war bis 1945 in die evangelische Kirche Mensguth in der Kirchenprovinz Ostpreußen der Kirche der Altpreußischen Union sowie in die katholische Kirche Bischofsburg eingepfarrt. Heute gehört Sąpłaty zur katholischen Pfarrei Dźwierzuty und zur evangelischen Kirche Dźwierzuty, einer Filialkirche der Pfarrei Pasym in der Diözese Masuren der Evangelisch-Augsburgischen Kirche in Polen.

## Schule
Die örtliche Schule besaß 1939 drei Klassen. Das Schulgebäude stammte von 1904.

## Verkehr
Sąpłaty ist über eine Nebenstraße zu erreichen, die bei Dźwierzuty (Mensguth) von der polnischen Landesstraße 57 (einstige deutsche Reichsstraße 128) abzweigt und über Julianowo (Julienfelde) an ihr Ziel führt. Eine weitere Nebenstraße, die Grzegrzólki (Kukukswalde) und Rumy (Rummy B, 1938 bis 1945 Rummau West) bzw. Leszno (Leschnau) verbindet, führt durch Sąpłaty, wo außerdem noch eine Nebenstraße von Nerwik (Nerwigk) kommend endet.
Eine Anbindung an den Bahnverkehr besteht nicht.